# 博伊爾斯山
博伊爾斯山（英語：Mount Boyles），是南極洲的山峰，位於帕爾默地，處於斯威尼山脈以南，屬於托馬斯山脈的一部分，亦是該山脈中最高的山峰。博伊爾斯山海拔高度為1,485米，由1947年至1948年期間進行的龍尼南極研究遠征首次發現並粗略地紀錄在地圖上。1961年－1967年間，美國地質調查局再根據測量及美國海軍拍攝的空中照片把更多的細節繪入地圖，現時該山峰由南極條約體系管理。